# Hanna Hager
Hanna Hager (* 15. August 1916 in Enns; † 20. Februar 1997 in Sankt Peter am Wimberg) war eine oberösterreichische Politikerin (SPÖ) und Wirtschaftsleiterin. Hager war von 1970 bis 1975 Abgeordnete zum Nationalrat war von 1961 bis 1970 Abgeordnete zum Oberösterreichischen Landtag.

## Leben
Hager besuchte die Volks- und Hauptschule und erlernte den Beruf der Krankenschwester. Sie arbeitete von 1945 bis 1949 in Wels und war ab 1949 Wirtschaftsleiterin im Kurheim Bad Schallabach. Hager war von 1955 bis 1967 Gemeinderätin in Bad Schallabach und gehörte ab 1967 dem Gemeinderat von Enns an. Zwischen dem 16. November 1961 und dem 20. Mai 1970 war sie Landtagsabgeordnete, danach war sie vom 31. März 1970 bis zum 4. November 1975 Abgeordnete zum Nationalrat. Zudem war sie ab 1967 Landesvorsitzende der sozialistischen Frauen in Oberösterreich.
Hager verlor ihren Mann im Zweiten Weltkrieg. Sie lebte zunächst in Bad Schallerbach und übersiedelte später nach Enns.

## Auszeichnungen
- 1975: Großes Silbernes Ehrenzeichen für Verdienste um die Republik Österreich[1]